# Tribunale in composizione monocratica (ordinamento penale italiano)
Il tribunale in composizione monocratica, nel processo penale italiano, indica la composizione del tribunale in cui la funzione decisoria è affidata ad un solo magistrato.

## Disciplina generale
L'articolo 33 ter del codice di procedura penale stabilisce che la riserva di collegialità debba essere espressamente prevista dal legislatore: Il tribunale giudica in composizione monocratica, altresì, in tutti i casi non previsti dall'articolo 33-bis cpp o da altre disposizioni di legge.
Il procedimento davanti al tribunale in composizione monocratica è disciplinato dal libro VIII del codice di procedura penale italiano.

## Competenza
Sono attribuiti al tribunale in composizione monocratica i delitti puniti con la pena della reclusione fino a dieci anni nel massimo, purché non siano di competenza del giudice onorario di pace. Sono inoltre attribuiti al tribunale in tale composizione i delitti previsti dall'articolo 73 Decreto del presidente della Repubblica 9 ottobre 1990, n. 309 relativi alla produzione, traffico e detenzione illeciti di sostanze stupefacenti o psicotrope, sempre che non siano contestate le aggravanti di cui all'articolo 80 del medesimo D.P.R.
Le attribuzioni del tribunale vengono dunque individuate secondo un criterio quantitativo e uno qualitativo. La violazione delle medesime attribuzioni, intese quindi nel senso di ripartizione degli affari penali, tuttavia non determina l'invalidità degli atti del procedimento, né l'inutilizzabilità delle prove già acquisite (art. 33-nonies cpp).

## Criterio quantitativo
Il criterio quantitativo fa riferimento alla pena prevista per il reato commesso. All'interno si possono individuare due fasce ai fini della individuazione del rito:
- la prima fascia è costituita dai reati punibili fino a 4 anni ovvero da quelli indicati nominativamente dall'art. 550, 2 comma, cpp;
- la seconda fascia è costituita dai reati punibili fino a 10 anni e da quelli di cui all'art 73 dpr 309/1990 (salvo che ricorra l'attenuante di cui al comma quinto, rientrando tale fattispecie nella prima fascia).

Ciò che li differenzia è il rito. Per i reati della prima fascia il pubblico ministero, dopo aver concluso le indagini preliminari e aver svolto le attività di cui all'art. 415-bis cpp, procede all'emanazione del decreto di citazione diretta in giudizio, con l'omissione dell'udienza preliminare, mentre, per i reati della seconda fascia, il pubblico ministero esercita l'azione penale tramite la richiesta di rinvio a giudizio.

## Criterio qualitativo
Il criterio qualitativo ricomprende la cognizione di determinati reati previsti tassativamente dalla legge. Ad esempio, reati in materia di stupefacenti.